# Eumenes rubronotatus
Eumenes rubronotatus är en stekelart som beskrevs av Perkins 1905. Eumenes rubronotatus ingår i släktet krukmakargetingar, och familjen Eumenidae. Utöver nominatformen finns också underarten E. r. aquilonicus.